# ワレンチン・チェルヌィフ
ワレンチン・コンスタンチノヴィチ・チェルヌィフ(ロシア語: Валенти́н Константи́нович Черны́х、
1935年3月12日 - 2012年8月6日)は、ロシアの映画脚本家。

## 人物
1973年から2011年の間に手掛けた脚本は35本を越える。第27回モスクワ国際映画祭では審査委員長を務めている。

## 主な作品
- Earthly Love (1974)
- モスクワは涙を信じない (1980)
- Women's Property (1999)
- Our Own (2004)
- ブレジネフ(Brezhnev) (2005)